# Kevin Norton
Kevin Norton (* 21. Januar 1956 in Brooklyn, New York City) ist ein US-amerikanischer Schlagzeuger, Vibraphonist und Komponist des Avantgarde Jazz und der freien Improvisationsmusik.

## Leben und Wirken
Norton wuchs in Staten Island auf und studierte später Komposition am Hunter College, wo er eine Zusammenarbeit mit dem Bassisten Milt Hinton begann.  1986 sollte er dann mit ihm das Album The Judge's Decision mit Hinton aufnehmen. Nach dem Abschluss seiner Studien am Hunter College studierte er an der Manhattan School of Music und absolvierte den Master in klassischer Perkussion. Danach spielte er mit Musikern der New Yorker „downtown scene“, arbeitete mit Fred Friths Experimental-Rockband Keep the Dog, zu der damals auch der Saxophonist John Zorn und die Harfenistin Zeena Parkins gehörten.  Außerdem arbeitete er in dieser Zeit mit Phillip Johnstons Formation Big Trouble (Flood at the Ant Farm) und Joel Forrester.
Kevin Norton ist seit den 1980er Jahren aktiv in der New Yorker Szene des Avantgarde Jazz und der Zeitgenössischen Musik. Er arbeitete seitdem mit einer Vielzahl von Komponisten und Musikern wie Anthony Braxton (Four Compositions (Quartet) 1995, Sextet (Istanbul) 1995, Ensemble (New York) 1995, Octet (New York) 1995 und Tentet (New York) 1996), mit dem James Emery Septett (Spectral Domains, 1997), sowie mit Milt Hinton, Fred Frith, David Krakauer, Joëlle Léandre und Wilber Morris. 1996 erschien sein Album Integrated Variables auf  CIMP mit dem Saxophonisten George Cartwright und dem Bassisten  Mark Dresser. 1998 spielte er im Ensemble von Chris Jonas mit Cuong Vu, James Fei und Joe Fiedler (Ensembles Unsynchroniszed). 1999 gründete er sein eigenes Plattenlabel Barking Hoop Recordings mit dem Fokus auf Neue Musik wie von Nortons eigenen Ensembles und von Anthony Braxton (19 Standards (Quartet) 2003), Kevin O’Neil, Billy Stein und dem String Trio of New York. 2000 spielte er im TrioViriditas mit  Alfred Harth und Wilber Morris.
Des Weiteren arbeitete Kevin Norton im Laufe seiner Karriere mit Tony Malaby, Dave Ballou, John Lindberg, Connie Crothers, Tomas Ulrich, Steve Lehman, Joe Fonda, David Krakauer, David Bindman  und J. D. Parran. Kevin Norton arbeitete aus mit zahlreichen europäischen Künstlern der Improvisierten Musik, wie Paul Rogers, Joëlle Léandre, Paul Dunmall und Frode Gjerstad. 2002 war Norton Composer in residence in der MacDowell Colony. Er unterrichtete an verschiedenen Schulen und Universitäten, wie der University of Maryland und der William Paterson University.

## Diskographische Hinweise
- Integrated Variables (CIMP, 1996)
- Knots (Music & Arts, 1997) mit Tomas Ulrich
- For Guy Debord (Barking Hoop, 1998) mit Anthony Braxton
- In Context/Out of Context (Barking Hoop, 1999) mit David Bindman und Bob DeBellis
- Play Anthony Braxton (Barking Hoop, 2001) Duo mit Haewon Min
- To Be Continued: Poetry from the Future (Line Art, 2017), mit Claire de Brunner, Daniel Carter, Carol Liebowitz